# 新华路185弄1号
新华路185弄1号（又名新华路185弄1号花园住宅）是位于中華人民共和國上海市长宁区新华路185弄1号的一個建築。

## 历史
最初始建于1930年，由邬达克接手设计，占地约1397平方米，1994年2月15日被列为了上海市第二批优秀历史建筑。